# 蒲山店站
蒲山店站是位于河南南阳市蒲山镇的一个铁路车站，邮政编码473111。车站建于1970年，有焦柳铁路经过该站，现仅办理货运业务，不办理客运业务。车站距离月山站355公里，隶属郑州铁路局，是四等站，本站及相邻上下行区间均为电气化区段。